# Industriellt byggande
Industriellt byggande innebär att den större delen av byggandet sker i form av prefabricerade delar som tillverkas i en fabrik som kan finnas på en annan plats än själva byggnadsplatsen.
Industriellt byggande eftersträvar att på ett effektivare sätt utnyttja resurser och kompetens med hjälp av bland annat tekniska plattformar och förtillverkning av byggelement. Detta skapar vinster i form av en ökande kvalité då arbete som tidigare skett ute på byggplats kan utföras i en skyddad miljö i fabrik. Genom användning av just in time principen erhålls rätt material vid rätt tid, vilket minskar kostnaderna under projektets gång. Konceptet industriellt byggande bygger på produktionsprinciper såsom lean production med flera.

## Process och samverkan
Inom industriellt byggande brukar man tala om processorientering som syftar till att sudda ut skiljelinjerna mellan de olika organisationsdelarna såsom projektering, tillverkning och försäljning. Genom att förändra dagens byggprojekt till att utföras mer som byggprocesser liknande tillverkningsindustrins med mål att effektivisera dagens byggprocess. Entreprenadformen som beställaren väljer vid industriellt byggande måste skapa ett optimalt samarbete mellan olika aktörer samt se till att alla aktörer är involverade från start till slut. 
En viktig del i industriellt byggande är att låta inblandade aktörer få en långsiktig utveckling med varandra och då skapas en utvecklingspotential och processtänkande som kräver nya definitioner från dagens traditionella entreprenadformer. Genom samverkan vid sidan om dagens entreprenadformer skapas en öppenhet med förtroende och respekt. Genom att förädla processen kring långsiktig samverkan utvecklas en samarbetsform med högre utvecklingspotential i alla steg av projektet. Inom industriellt byggande är de vanligaste entreprenadformerna totalentreprenad och funktionsentreprenad.
Vissa anser att partnering är en alternativ entreprenadform dock är det mest applicerbart på traditionell totalentreprenad, då det inom industriellt byggande redan är involverat i processen. Inom partnering eftersträvar man att skapa långsiktig samverkan mellan olika aktörer och man använder sig av öppna böcker, genom att samla de olika aktörernas kompetenser i en bra organisation. I industriellt byggande finns detta redan inom det industriella företaget.